# Окульцево
Оку́льцево — деревня в Палехском районе Ивановской области. Входит в Пеньковское сельское поселение.

## География
Находится в северо-восточной части Палехского района, в 22,4 км к северо-востоку от Палеха (23,4 км по автодорогам). Деревня расположена на трассе Р152 (участок Палех — Пестяки).

## Население
| 1859 | 1905 | 2010 |
| ---- | ---- | ---- |
| 86   | ↗107 | ↘12  |